# Zach Clark
Pour les articles homonymes, voir Clark.
Zachary Higgins Clark (né le 11 juillet 1983 à Wilmington, Delaware, États-Unis) est un lanceur droitier qui a joué avec les Orioles de Baltimore dans la Ligue majeure de baseball en 2013.

## Carrière
Zach Clark, un diplômé de l'Université du Maryland, Comté de Baltimore, signe son premier contrat professionnel en 2006 avec les Orioles de Baltimore. C'est avec cette équipe qu'il fait à 29 ans ses débuts dans le baseball majeur comme lanceur de relève le 1er mai 2013 contre les Mariners de Seattle. Après ce premier match, le lanceur droitier est cédé au club-école Double-A des Orioles où il tente de devenir un lanceur de balle papillon. Il reçoit les conseils d'un des experts en la matière, l'ancien joueur Phil Niekro.